# Vochysia thyrsoidea
Vochysia thyrsoidea är en tvåhjärtbladig växtart som beskrevs av Johann Baptist Emanuel Pohl. Vochysia thyrsoidea ingår i släktet Vochysia och familjen Vochysiaceae. Inga underarter finns listade i Catalogue of Life.